# 4256 Kagamigawa
A 4256 Kagamigawa (ideiglenes jelöléssel 1986 TX) a Naprendszer kisbolygóövében található aszteroida. Szeki Cutomu fedezte fel 1986. október 3-án.